# ديفيد آرتشر
ديفيد ارتشر (بالإنجليزية: David Archer)‏ هو عالم الأرض ‏ وكيميائي أمريكي، ولد في 15 سبتمبر 1960.
حصل على شهادة الدكتوراة من جامعة واشنطن عام 1990.